# Parafia św. Mikołaja w Chełmie
Parafia św. Mikołaja w Chełmie – parafia rzymskokatolicka w Chełmie, znajdująca się w archidiecezji częstochowskiej, w dekanacie Kodrąb.